# Berezivka, Rohatîn
Berezivka (în ucraineană Березівка) este un sat în comuna Koniușkî din raionul Rohatîn, regiunea Ivano-Frankivsk, Ucraina.

## Demografie
Componența lingvistică a localității Berezivka
     Ucraineană (96,85%)
     Rusă (2,36%)
Conform recensământului din 2001, majoritatea populației localității Berezivka era vorbitoare de ucraineană (96,85%), existând în minoritate și vorbitori de rusă (2,36%).